# جيوفانا ماريني
جيوفانا ماريني (بالإيطالية: Giovanna Marini)‏ هي موسيقية وكاتبة سيناريو ومغنية مؤلفة وملحنة إيطالية، (19 يناير 1937 - 8 مايو 2024) ولدت في روما في إيطاليا.

## وصلات خارجية
- الموقع الرسمي
- جيوفانا ماريني على موقع IMDb (الإنجليزية)
- جيوفانا ماريني على موقع ميوزك برينز (الإنجليزية)
- جيوفانا ماريني على موقع أول موفي (الإنجليزية)
- جيوفانا ماريني على موقع أول ميوزيك (الإنجليزية)
- جيوفانا ماريني على موقع ديسكوغز (الإنجليزية)
- جيوفانا ماريني على موقع ديسكوغز (الإنجليزية)
- جيوفانا ماريني على موقع ديسكوغز (الإنجليزية)
- جيوفانا ماريني على موقع قاعدة بيانات الفيلم (الإنجليزية)